# Èutiques de Bitínia
Èutiques de Bitínia (grec antic: Εὐτυχής, llatí: Eutyches) fou un escultor grec que és conegut només per una estàtua, que porta la inscripció ΕΥΤΥΧΗΞ ΒΕΙΤΥΝΕΥΣ ΤΕΧΝΙΤΗΞ ΕΗΟΙΕΙ ('Ho va fer Èutiques de Bitínia l'escultor').